# Dwight Howard
Pour les articles homonymes, voir Howard.
Dwight Howard, né le 8 décembre 1985 à Atlanta en Géorgie, est un joueur américain de basket-ball. Il mesure 2,08 m pour 120 kg.
Réputé pour ses qualités de dunkeur et de contreur, sa maladresse aux lancers francs lui vaut d'être fréquemment la cible de fautes intentionnelles (hack-a-Howard). Considéré comme un des meilleurs défenseurs des 50 dernières années en NBA, il possède 3 titres de Meilleur Défenseur de l'Année. Il remporte un titre NBA avec les Lakers lors des playoffs 2020.
Sur la scène internationale, il remporte la médaille de bronze au championnat du monde 2006 puis la médaille d'or lors Jeux olympiques de 2008 avec la sélection américaine.

## Biographie

### Carrière au lycée
Dwight Howard étudie et joue au lycée (high school) à la Southwest Atlanta Christian Academy. Durant sa scolarité, Howard a totalisé 2 146 points, 1 728 rebonds et 811 contres (soit des moyennes de 16,6 points, 13,4 rebonds et 6,3 contres par match). Il reçoit de nombreuses récompenses parmi lesquelles le titre de meilleur joueur lycéen de l'année en 2004. Plutôt que d'entrer en université, Howard décide alors de se présenter à la draft de la NBA.

### Carrière professionnelle

#### Magic d'Orlando (2004-2012)

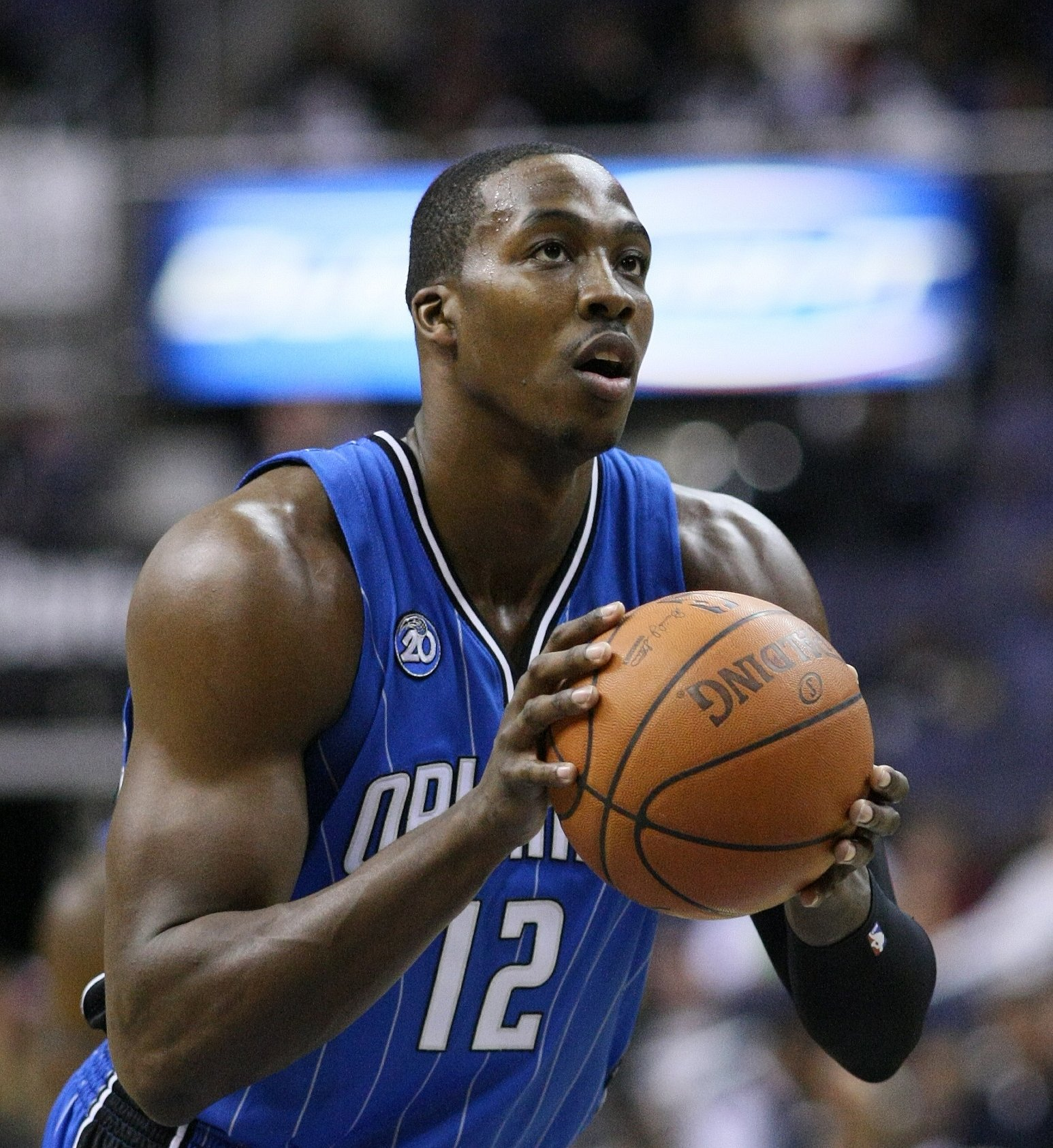
Howard au lancer-franc

Troisième joueur de l'histoire de la NBA à avoir été sélectionné en premier lors de la Draft de la NBA en étant issu du lycée, après Kwame Brown et LeBron James. Il réalise une excellente première saison avec sa franchise du Magic d'Orlando, il est élu dans le premier cinq des débutants de la ligue, NBA All-Rookie Team, dont les quatre joueurs sont Emeka Okafor, Ben Gordon, Andre Iguodala et Luol Deng.
Il prend part aux 82 matches de son équipe et affiche des moyennes de 12 points, 10 rebonds et 1,6 contre par match. Il est l'un des rares joueurs de la ligue à compiler au moins 10 points et 10 rebonds par match. Il est également le premier « rookie » (en compagnie d'Emeka Okafor) à réaliser cette performance depuis Shaquille O'Neal et Alonzo Mourning en 1992-93, tout comme il devient le plus jeune joueur de l'histoire à prendre 20 rebonds en un match (il le réalise trois fois dans l'année).

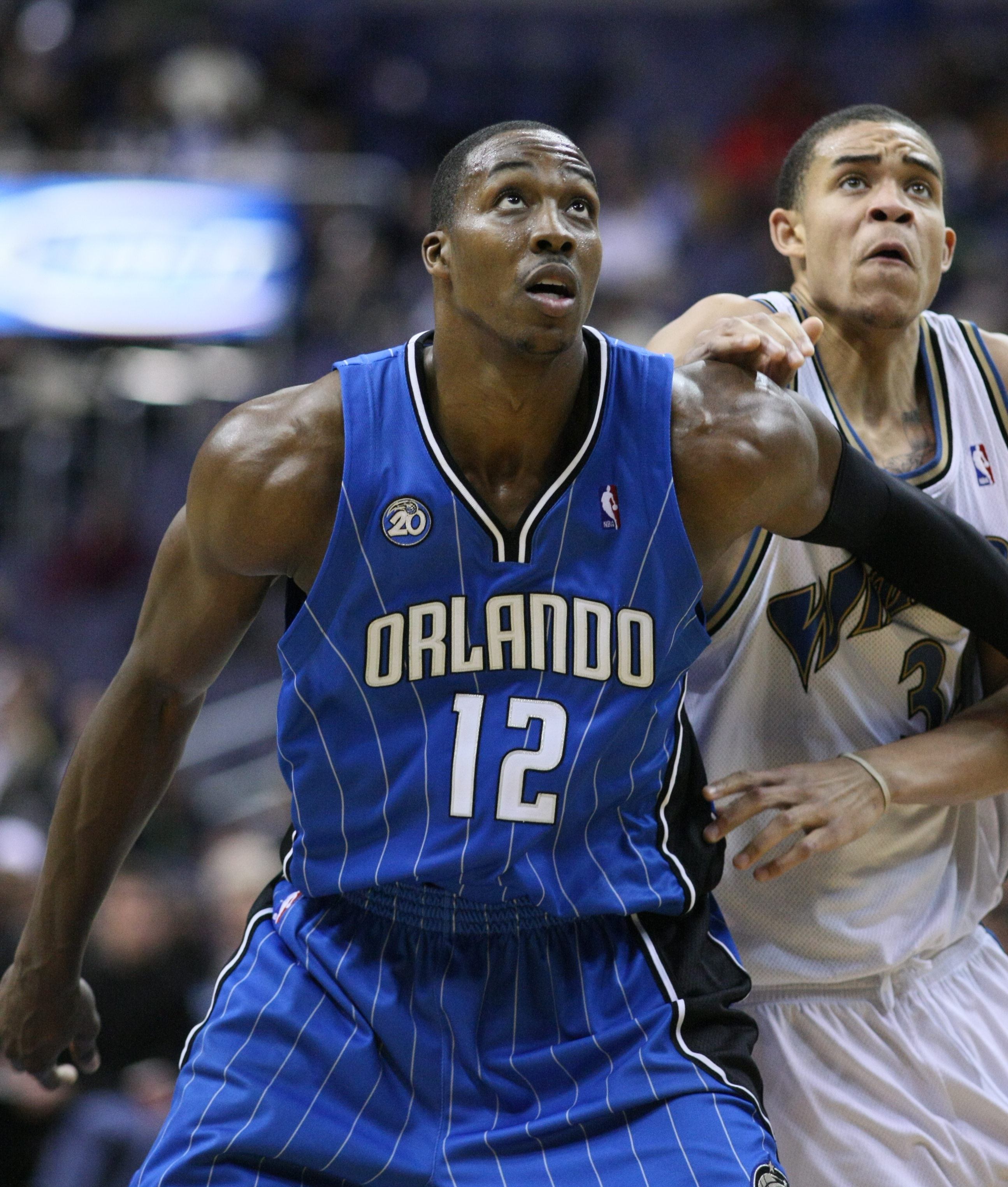
Howard devant JaVale McGee des Wizards de Washington

La saison 2005-2006 débute sur les chapeaux de roue pour le plus grand espoir d'une franchise floridienne en pleine reconstruction. Le 15 novembre 2005, Howard marque 21 points et récupère 20 rebonds face aux Bobcats de Charlotte, devenant le plus jeune joueur de l'histoire à inscrire au moins 20 points et 20 rebonds en un match. Le 20 janvier 2006, face à ces mêmes Bobcats, Howard marque 19 points et bat son record de rebonds avec 21. Ce record ne tient que 3 mois puisque le 15 avril 2006, il récupère 26 rebonds auxquels il ajoute 28 points dans une victoire des siens face aux 76ers de Philadelphie. Au cours de ce mois d'avril 2006, le numéro 12 du Magic marque 18,1 points et capte 14 rebonds par match pendant que son équipe remporte 7 matches contre 2 défaites. Howard est élu meilleur joueur du mois dans la Conférence Est. Il termine la saison avec des moyennes de 15,8 points et 12,5 rebonds et devient le deuxième meilleur rebondeur de la ligue derrière Kevin Garnett bien qu'il soit le seul à avoir dépassé la barre des 1 000 prises sur l'année.
Le Magic échoue finalement dans sa quête d'une place en séries éliminatoires (play-offs) mais prépare l'avenir en levant l'option qu'il possède sur les contrats de Howard et de Jameer Nelson pour la saison 2007-08.
Le 16 février, durant le NBA All-Star Game 2008 à la Nouvelle-Orléans, Dwight Howard remporte le Slam Dunk Contest, son deuxième dunk du concours reste le plus marquant, car Howard enfile le costume et la cape de Superman pour effectuer un dunk lointain, les juges lui donnent la meilleure note pour ce dunk. Howard remporte la finale contre Gerald Green. Howard possède 1 mètre de détente sèche.
À l'issue de la saison 2007-2008, il termine meilleur rebondeur de la ligue avec 14,2 rebonds par match faisant de lui le plus jeune joueur de l'histoire à réussir cette performance. La même année, il totalise aussi huit matchs à plus de 20 points et 20 rebonds, le plus gros total depuis Shaquille O'Neal en 1999-2000.
Il finit meilleur contreur et meilleur rebondeur lors de la saison régulière en 2008-2009, avec notamment 8 matchs à 20 points et 20 rebonds et un triple double : 30 points, 19 rebonds et 10 contres. Il bat aussi son record de points (45) contre les Bobcats de Charlotte le 17 février. Il gagne son premier titre de défenseur de l'année - NBA Defensive Player of the Year - et intègre la All-NBA first team à la fin de la saison. Cette année-là, Orlando finit troisième de la Conference Est.
Lors des playoffs 2009, il termine meilleur rebondeur avec une moyenne de 15,3 rebonds par match. Pour la première fois de carrière, il dispute les Finales NBA mais Orlando se fait éliminer (4-1) par les Lakers de Los Angeles.
Pour la saison 2009-2010, la franchise du Magic d'Orlando recrute Vince Carter. Le 20 mai 2009, à la suite d'un violent dunk, il manque de détruire le panneau et fait se décrocher l'horloge des 24 secondes. Dwight Howard termine une nouvelle fois meilleur rebondeur avec une moyenne de 13,2 prises. Il termine également à la première place de la statistique des contres avec 2,8 et, pour la première fois de sa carrière, il termine avec le meilleur pourcentage de réussite de la ligue avec 61,2 %. Il est élu meilleur défenseur pour la seconde année consécutive. Le Magic se fait éliminer en finale de la conférence par les Celtics de Boston sur le score quatre à deux. Lors des deux tours précédents, Orlando réussit le sweep, victoire quatre à zéro, face aux Bobcats de Charlotte puis les Hawks d'Atlanta. Durant ces playoffs, Howard marque 18,1 points, capte 11,1 rebonds et réalise 3,5 contres par match.

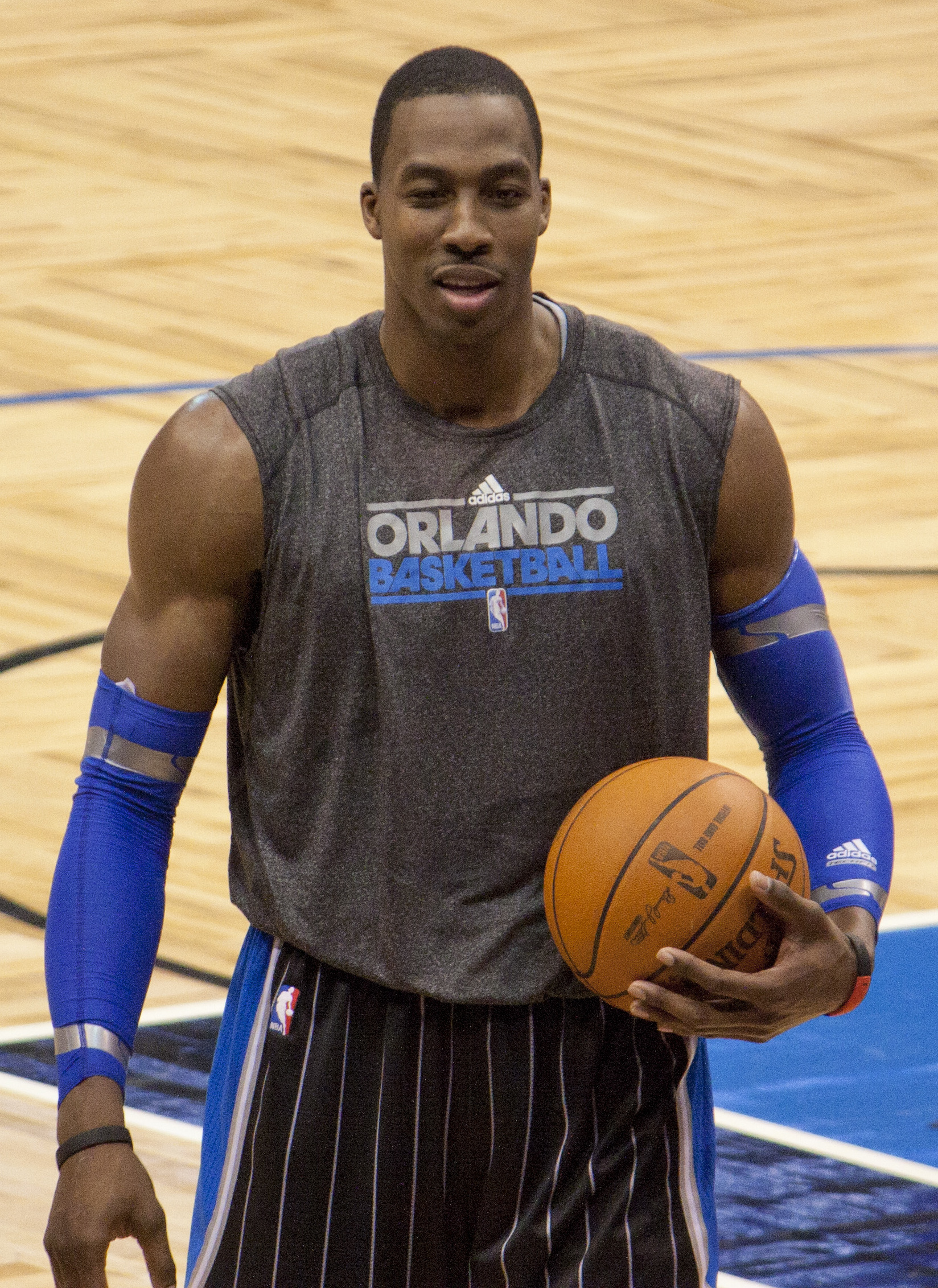
Howard en 2010

La saison 2010-2011 montre que Howard est en progrès sur le plan offensif avec 22,9 points de moyenne par rencontre. Il prend aussi 14,1 rebonds et sur le plan défensif il réalise 2,2 contres et fait 1,3 interception de moyenne. Au début de l'année 2011, il réalise plusieurs rencontres à plus de 30 pts et 10 rebonds. Il est élu meilleur défenseur de l'année pour la troisième année consécutive, se rapprochant ainsi de Dikembe Mutombo et Ben Wallace, titrés quatre fois chacun au cours de leur carrière. Il fait également partie des favoris au titre de MVP (Most Valuable Player), avec Derrick Rose. C'est ce dernier qui est finalement choisi, notamment grâce aux résultats de son équipe, bien meilleurs que ceux d'Orlando. Howard se classe en deuxième position. Lors des playoffs, le Magic est battu au premier tour par les Hawks d'Atlanta (4-2), même si, en moyenne sur la série, Howard marque 27,0 points, prend 15,5 rebonds, et effectue 1,8 contre.
Le 24 janvier 2012 il devient le joueur le plus prolifique de l'histoire du Magic d'Orlando lors de la victoire (102-83) de son équipe à Indianapolis. Howard marque 14 points pour porter son total à 10 657 points sous le maillot du Magic dépassant ainsi l'ancien shooteur Nick Anderson (10 650 points).
Fin avril 2012, il se blesse, et est opéré d'une hernie discale, ayant pour conséquence de lui faire manquer les playoffs aux côtés du Magic d'Orlando, et les Jeux olympiques au sein de l'équipe des États-Unis.

#### Lakers de Los Angeles (2012-2013)

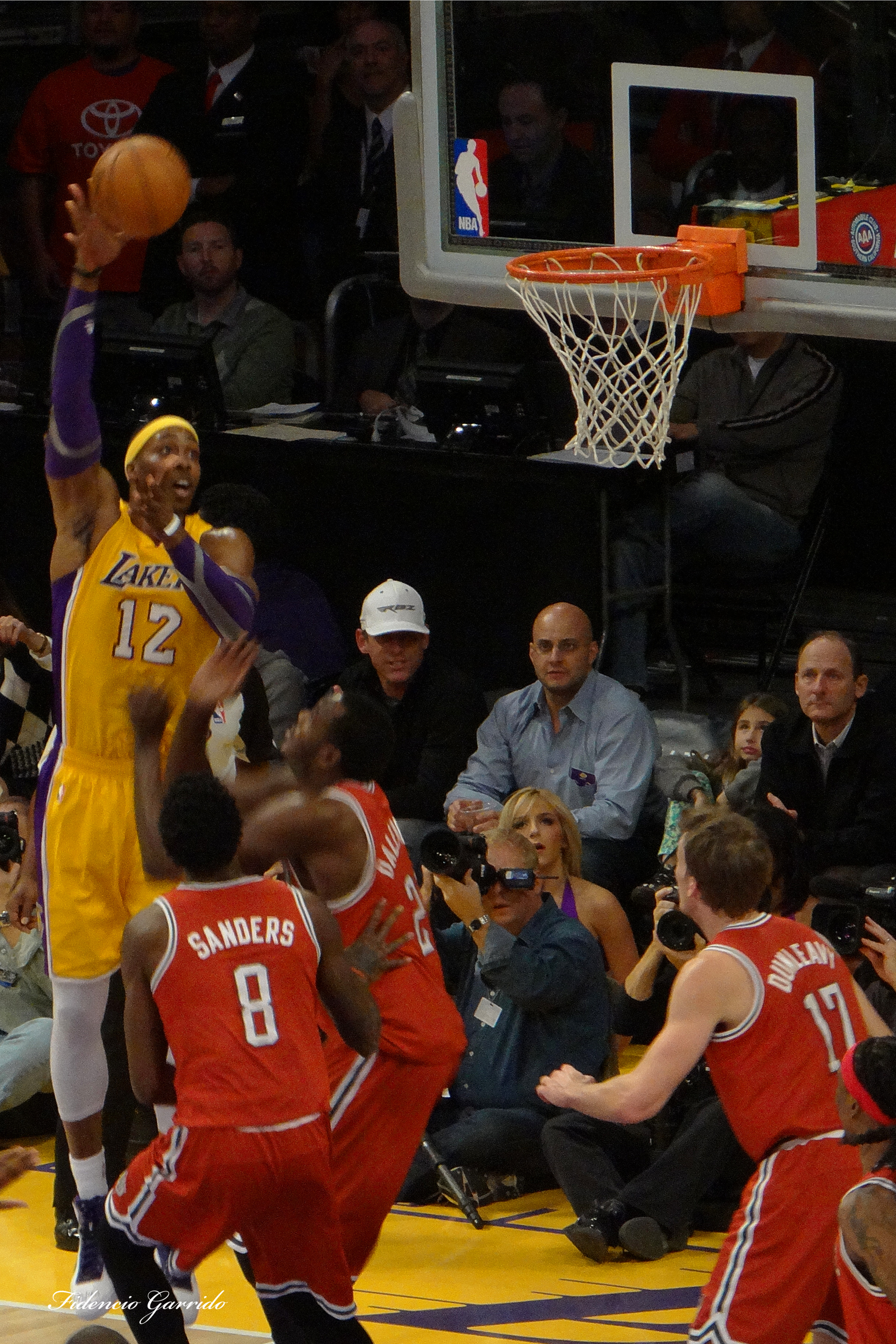
Howard au tir contre les Bucks de Milwaukee

Après des mois de rumeurs sur son transfert, le 10 août 2012, Dwight Howard est transféré chez les Lakers de Los Angeles dans un échange concernant quatre équipes (Nuggets de Denver, 76ers de Philadelphie, Magic d'Orlando et les Lakers), et au cours duquel Andrew Bynum, pivot titulaire des Lakers, rejoint  les76ers.
Dwight Howard vit mal son nouveau rôle aux Lakers. En effet, il n'est plus l'arme offensive numéro une en attaque mais joue dans l'ombre de Kobe Bryant. Des tensions éclatent souvent entre les deux joueurs stars. Ses statistiques sont nettement en dessous de celles qu'il produisait avec le Magic. À une trentaine de matchs de la fin de la saison, il tourne en effet à un peu plus de 16 points (plus de 20 points au Magic) et un peu plus de 12 rebonds (14 rebonds au Magic) par match. De plus les Lakers ne sont même pas sûrs de disputer les playoffs.
Néanmoins, lors du mois de mars, Dwight Howard se réveille et commence à former un très bon duo avec Bryant. Pour son retour à Orlando, pour y affronter le Magic, Howard se sublime et marque 39 points et capte 16 rebonds.
À la fin de la saison régulière, il a disputé 76 des 82 matchs et termine avec une moyenne de 17,1 points, 12,4 rebonds, 2,4 contres en 36 minutes de jeu par match.
Qualifiés pour les playoffs, les Lakers, privés de Kobe Bryant blessé, sont éliminés au premier tour par les Spurs de San Antonio de Tim Duncan et Tony Parker, 4 à 0. Expulsé lors du troisième quart temps du dernier match, Dwight Howard finit ainsi une bien triste saison des Lakers, ayant pourtant aligné un des effectifs les plus attrayants de la NBA.
Lors de ces quatre matchs, il termine avec une moyenne de 17 points, 10,8 rebonds, 2 contres en 31 minutes de jeu par match. Il ne sera pas parvenu à prendre la tête de l'équipe lors de l'absence de Kobe Bryant.
Dwight Howard n'ayant qu'un an avec les Lakers de Los Angeles, il a le choix sur son avenir avec la franchise.

#### Rockets de Houston (2013-2016)

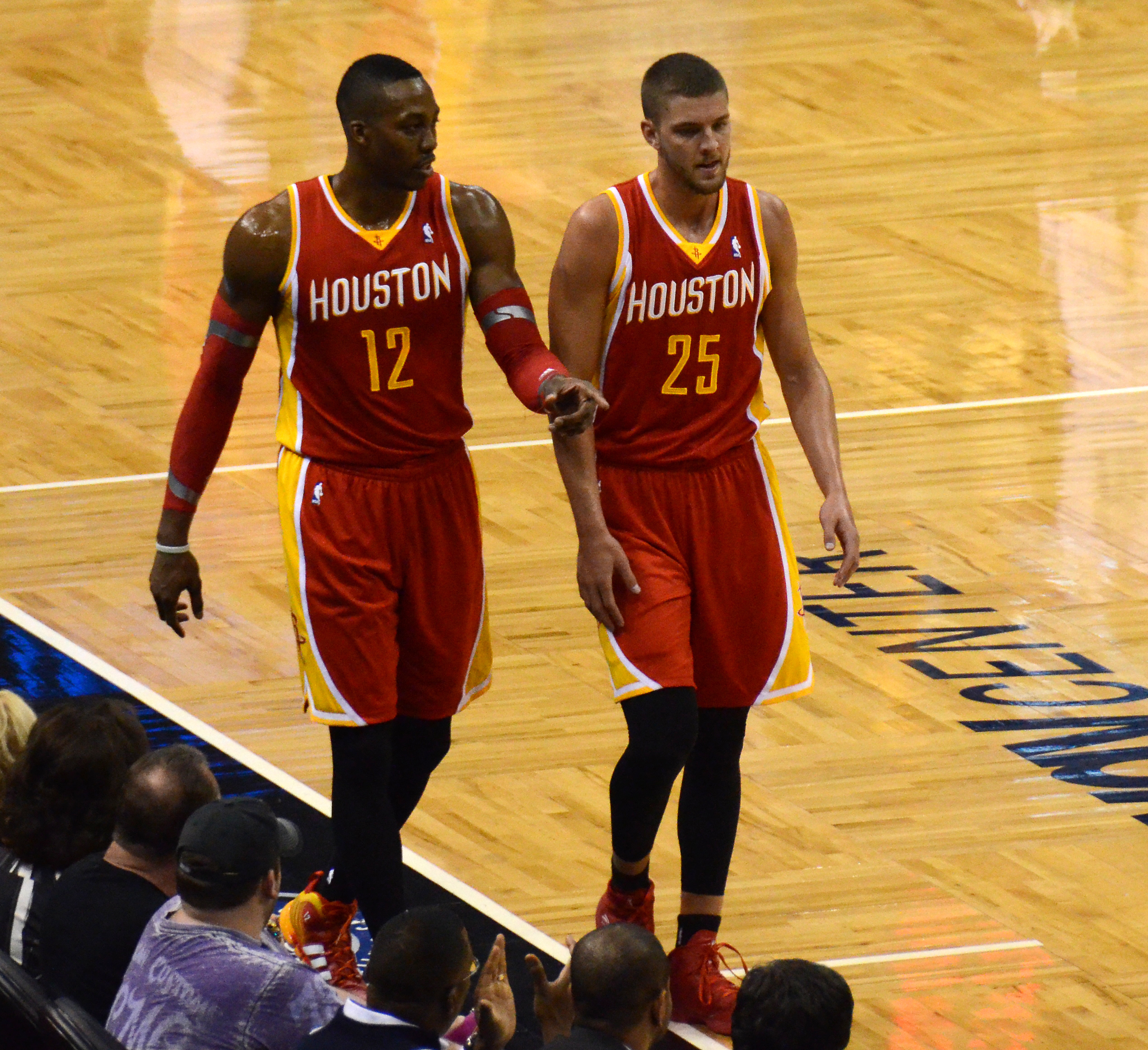
Howard et Chandler Parsons en mars 2014

Après une saison passée avec les Lakers, marquée par des résultats décevants, tant sur le plan personnel que collectif, Dwight Howard, alors free agent (agent libre), répond négativement à la demande des Lakers de continuer avec eux et de signer un contrat. Il signe avec les Rockets de Houston le 5 juillet pour 88 millions de dollars (68,8 M€), et rejoindra James Harden, avec qui il doit devenir la tête d'affiche de la franchise texane. Les Lakers lui avaient proposé 30M$ de plus.
Lors de son premier match sous les couleurs des Rockets, Howard réussit une grosse performance avec 17 points et 26 rebonds contre les Bobcats de Charlotte. Le 20 novembre 2013, il marque 33 points et capte 11 rebonds sur le parquet des Mavericks de Dallas de Dirk Nowitzki, puis 23 points 15 rebonds et 6 contres à Philadelphie contre les Sixers. Dwight Howard semble renaître à Houston, et affirme reprendre plaisir à jouer. Cependant, son bon début de saison est insuffisant pour lui garantir sa place de titulaire au NBA All-Star Game 2014, une première pour lui, les fans lui ayant préféré Kevin Love des Timberwolves du Minnesota.
Le 19 février 2014, peu après le All-Star Game, Howard fait son grand retour à Los Angeles pour y affronter son ancienne équipe, les Lakers. Les Rockets sont alors sur une série de sept victoires consécutives, Superman alignant des statistiques de 24,7 points (à 60 % de réussite aux tirs) et 12,1 rebonds de moyenne dans cette série de victoires. Howard finira la partie avec 20 points, 13 rebonds et 3 contres.
Le 16 mars, lors de la défaite des siens chez le Heat de Miami, il souffre de douleurs à la cheville gauche à cause d'un kyste qu'il se fait enlever trois jours plus tard.
Les Rockets parviennent à se qualifier pour les playoffs grâce à un bon bilan de 54-28, qui leur permet d'accrocher la quatrième place de la Conférence Ouest. Cependant, les Rockets perdent la série 4-2 contre les Trail Blazers de Portland sur un tir à 3 points au buzzer du jeune meneur des Blazers, Damian Lillard, qui propulse les siens au second tour contre les futurs champions, les Spurs de San Antonio.

#### Hawks d'Atlanta (2016-2017)
Le 1er juillet 2016, il signe pour les Hawks d'Atlanta pour 70 millions de dollars sur 3 ans.

#### Hornets de Charlotte (2017-2018)
Le 20 juin 2017, il est échangé aux Hornets de Charlotte contre Miles Plumlee, Marco Belinelli et le 41e choix de la draft 2017 de la NBA.
Le 21 mars 2018, il bat son record de rebond en un match en prenant 30 rebonds face aux Nets de Brooklyn, il bat en même temps le record de rebond en un match des Hornets de Charlotte.

#### Wizards de Washington (2018-2019)
Le 20 juin 2018, il est de nouveau échangé, aux Nets de Brooklyn contre Timofeï Mozgov.
Le 3 juillet 2018, il négocie son buyout avec Brooklyn et signe aux Wizards de Washington pour 11 millions de dollars sur deux ans.

#### Lakers de Los Angeles (2019-2020)
Le 5 juillet 2019, il est transféré aux Grizzlies de Memphis contre C.J. Miles. Le 23 août, il trouve un accord avec les Grizzlies pour rompre son contrat et signer un contrat non garanti avec les Lakers de Los Angeles.
Le 11 octobre 2020, il devient champion NBA en tant que joueur de rotation avec comme coéquipier Lebron James, MVP des Finales NBA.

#### 76ers de Philadelphie (2020-2021)
Agent libre à l'intersaison 2020, il signe une saison avec les 76ers de Philadelphie pour 2,6 millions de dollars.

#### Lakers de Los Angeles (2021-2022)
Lors du marché des agents libres, Dwight Howard revient chez les Lakers de Los Angeles.

#### Taoyuan Leopards (depuis 2022)
En novembre 2022, Howard quitte la NBA pour la première fois de sa carrière et s'engage avec les Taoyuan Leopards (en), un club du très faible championnat taïwanais, la T1 League (en). Pour son premier match, il aide son équipe à remonter un 
déficit de 25 points en inscrivant 38 points, 25 rebonds, 9 passes décisives et 4 contres.

## Howard dans la culture populaire
Il est apparu dans un épisode de La Vie de croisière de Zack et Cody. Il est également apparu dans un épisode de la saison 2 de Paire de Rois[réf. nécessaire]. En 2022, c'est dans l’épisode 4 de la saison 8 de Black-ish ; aussi dans l’épisode 1 de la saison 4 de « Mes premières fois ».

## Clubs

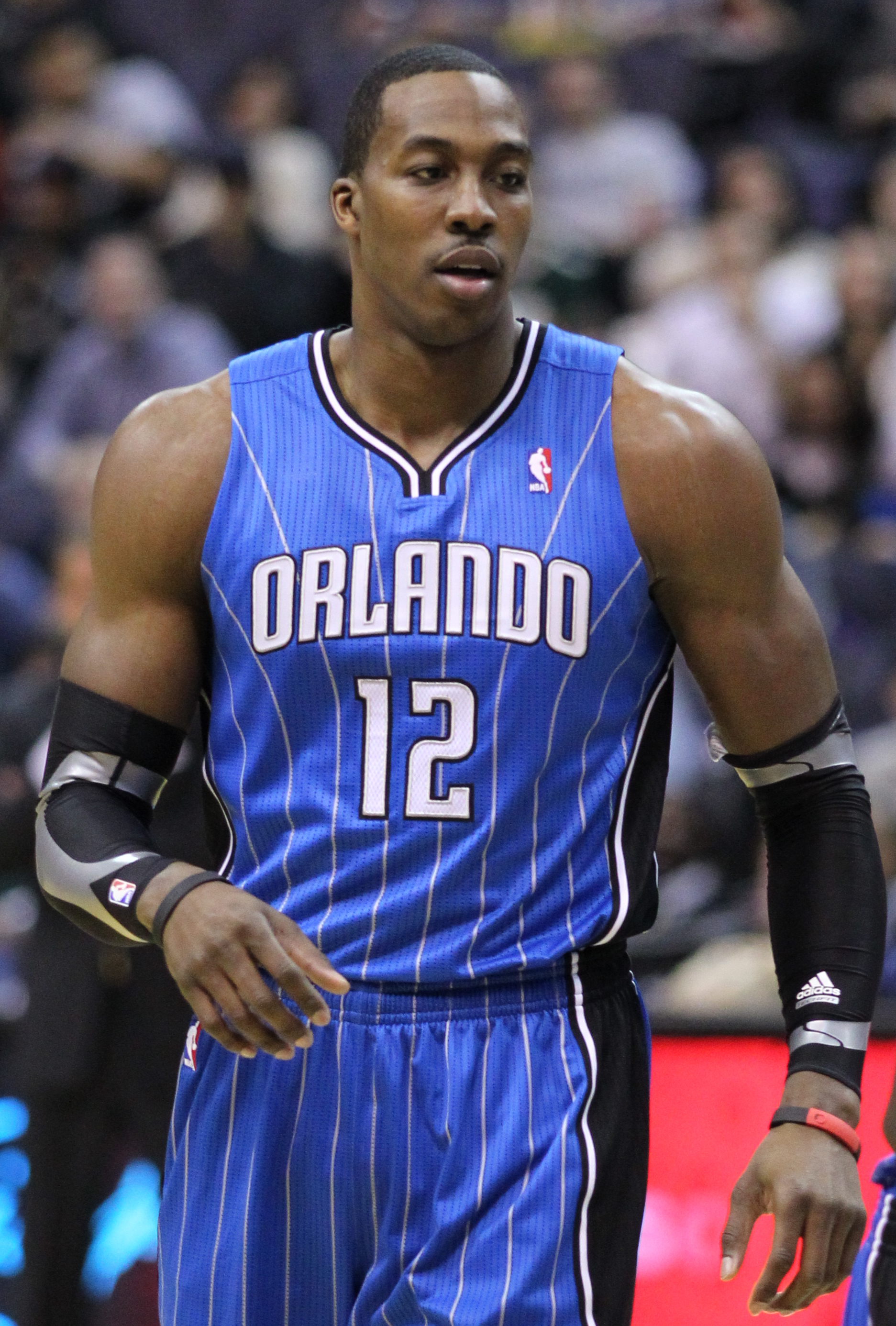
Dwight Howard en février 2011.

- 2004-2012 :  Magic d'Orlando.
- 2012-2013 :  Lakers de Los Angeles
- 2013-2016 :  Rockets de Houston
- 2016-2017 :  Hawks d'Atlanta
- 2017-2018 :  Hornets de Charlotte
- 2018-2019 :  Wizards de Washington
- 2019-2020 :  Lakers de Los Angeles
- 2020-2021 :  76ers de Philadelphie
- 2021-2022 :  Lakers de Los Angeles
- depuis 2022 :  Taoyuan Leopards (T1 League (en))

## Palmarès

### Palmarès NBA

#### En franchise
- Champion NBA en 2020 avec les Lakers de Los Angeles
- Finales NBA contre les Lakers de Los Angeles en 2009 avec le Magic d'Orlando.
- Champion de la Conférence Est aux playoffs NBA 2009 avec le Magic d'Orlando.
- Champion de la Division Southest en 2008, 2009 et 2010 avec le Magic d'Orlando.
- Champion de la Division Pacifique en 2020 avec les Lakers de Los Angeles.
- Champion de la Conférence Ouest aux playoffs NBA 2020 avec les Lakers de Los Angeles.
- Champion de la Division Atlantique en 2021 avec les 76ers de Philadelphie.

#### Distinctions personnelles
- NBA Defensive Player of the Year en 2009, 2010 et 2011.
- All-NBA First Team en 2008, 2009, 2010, 2011 et 2012[17].
- All-NBA Second Team en 2014[17]
- All-NBA Third Team en 2007 et 2013[17].
- NBA All-Defensive First Team en 2009, 2010, 2011 et 2012[18].
- NBA All-Defensive Second Team en 2008[18].
- NBA All-Rookie First Team en 2005[19].
- Vainqueur du Slam Dunk Contest de 2008.
- 8 sélections au NBA All-Star Game 2007, 2008, 2009, 2010, 2011, 2012, 2013 et 2014.
- Meilleur rebondeur NBA en 2008 (14,2 rebonds par match), plus jeune joueur de l'histoire à réaliser cette performance, 2009 (13,8), 2010 (13,2), 2012 (14,54) et 2013 (12,43)[20].
- Meilleur contreur NBA en 2009 (2,9 contres par match) et 2010 (2,8 contres par match)[21].
- Joueur le plus adroit aux tirs en 2010 (61,2 % de réussite) et en 2012 (57,3 %).
- Joueur ayant pris le plus de rebonds sur une saison en 2006 (1 022 rebonds), 2007 (1 008), 2008 (1161), 2009 (1 093), 2010 (1 082) et en 2012 (785)[22].
- Joueur ayant fait le plus de contres sur une saison en 2009 (231), et en 2010 (228)[23].
- Joueur ayant pris le plus de rebonds offensifs sur une saison en 2009 (336)[24].
- Joueur ayant pris le plus de rebonds défensifs sur une saison en 2008 (882), 2009 (757), 2010 (798), 2012 (585) et en 2013 (945)[25].
- Joueur ayant tenté le plus de lancers-francs en 2008 (897), 2009 (849), 2011 (916) et en 2012 (572)[26].
- Joueur ayant commis le plus de fautes personnelles sur une saison en 2010 (287).
- Joueur ayant perdu le plus de ballons (turnovers) sur une saison en 2007 (317)[27].
- Élu meilleur joueur du mois d'avril 2006 dans la Conférence Est[28].
- Élu meilleur joueur du mois de novembre 2006 dans la Conférence Est[28].
- Élu meilleur joueur des mois de novembre et décembre 2007 dans la Conférence Est[28].
- Élu meilleur joueur des mois de novembre 2010 et février 2011 dans la Conférence Est[28].

### Sélection nationale

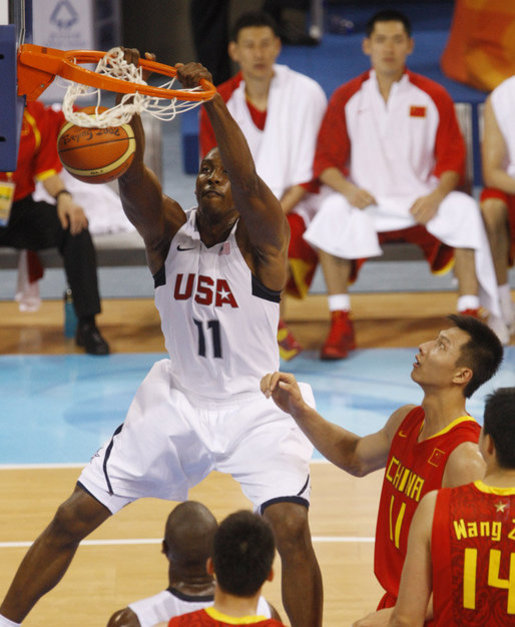
Howard aux Jeux olympiques de 2008

- Médaillé d'or aux Jeux olympiques d'été de 2008 avec les États-Unis.
- Médaille de bronze au championnat du monde 2006 avec les États-Unis.

## Statistiques

### Saison régulière
Légende :
| Défenseur de l'année | Champion NBA | Meilleur joueur de cette catégorie statistique de la saison |

gras = ses meilleures performances
Statistiques en saison régulière de Dwight Howard
| Saison        | Équipe        | Matchs | Titul. | Min./m | % Tir | % 3pts | % LF | Rbds/m. | Pass/m. | Int/m. | Ctr/m. | Pts/m. |
| ------------- | ------------- | ------ | ------ | ------ | ----- | ------ | ---- | ------- | ------- | ------ | ------ | ------ |
| 2004-2005     | Orlando       | 82     | 82     | 32,6   | 52,0  | 0,0    | 67,1 | 10,04   | 0,91    | 0,94   | 1,66   | 11,96  |
| 2005-2006     | Orlando       | 82     | 81     | 36,8   | 53,1  | 0,0    | 59,5 | 12,46   | 1,52    | 0,79   | 1,40   | 15,76  |
| 2006-2007     | Orlando       | 82     | 82     | 36,9   | 60,3  | 50,0   | 58,6 | 12,29   | 1,93    | 0,85   | 1,90   | 17,60  |
| 2007-2008     | Orlando       | 82     | 82     | 37,7   | 59,9  | 0,0    | 59,0 | 14,16   | 1,34    | 0,90   | 2,15   | 20,67  |
| 2008-2009     | Orlando       | 79     | 79     | 35,7   | 57,2  | 0,0    | 59,4 | 13,84   | 1,42    | 0,97   | 2,92   | 20,56  |
| 2009-2010     | Orlando       | 82     | 82     | 34,7   | 61,2  | 0,0    | 59,2 | 13,20   | 1,76    | 0,91   | 2,78   | 18,33  |
| 2010-2011     | Orlando       | 78     | 78     | 37,6   | 59,3  | 0,0    | 59,6 | 14,08   | 1,37    | 1,37   | 2,38   | 22,87  |
| 2011-2012*    | Orlando       | 54     | 54     | 38,3   | 57,3  | 0,0    | 49,1 | 14,54   | 1,93    | 1,50   | 2,15   | 20,61  |
| 2012-2013     | L.A. Lakers   | 76     | 76     | 35,8   | 57,8  | 16,7   | 49,2 | 12,43   | 1,42    | 1,11   | 2,45   | 17,05  |
| 2013-2014     | Houston       | 71     | 71     | 33,8   | 59,1  | 28,6   | 54,7 | 12,20   | 1,85    | 0,85   | 1,80   | 18,27  |
| 2014-2015     | Houston       | 41     | 41     | 29,8   | 59,3  | 50,0   | 52,8 | 10,51   | 1,22    | 0,68   | 1,29   | 15,76  |
| 2015-2016     | Houston       | 71     | 71     | 32,1   | 62,0  | 0,0    | 48,9 | 11,76   | 1,38    | 0,97   | 1,59   | 13,75  |
| 2016-2017     | Atlanta       | 74     | 74     | 29,7   | 63,2  | 0,0    | 53,3 | 12,69   | 1,39    | 0,89   | 1,23   | 13,54  |
| 2017-2018     | Charlotte     | 81     | 81     | 30,4   | 55,5  | 14,3   | 57,4 | 12,49   | 1,30    | 0,59   | 1,62   | 16,63  |
| 2018-2019     | Washington    | 9      | 9      | 25,5   | 62,3  | 0,0    | 60,4 | 9,22    | 0,44    | 0,78   | 0,44   | 12,78  |
| 2019-2020**   | L.A. Lakers   | 69     | 2      | 18,9   | 72,9  | 60,0   | 51,4 | 7,35    | 0,65    | 0,45   | 1,14   | 7,49   |
| 2020-2021**   | Philadelphie  | 69     | 6      | 17,3   | 58,7  | 25,0   | 57,6 | 8,41    | 0,88    | 0,43   | 0,90   | 6,99   |
| 2021-2022     | L.A. Lakers   | 60     | 27     | 16,2   | 61,2  | 53,3   | 65,8 | 5,93    | 0,58    | 0,57   | 0,60   | 6,20   |
| Carrière      | Carrière      | 1242   | 1078   | 31,8   | 58,7  | 21,4   | 56,7 | 11,78   | 1,35    | 0,87   | 1,79   | 15,69  |
| All-Star Game | All-Star Game | 8      | 6      | 23,2   | 64,2  | 15,4   | 45,0 | 8,75    | 1,50    | 0,62   | 1,12   | 12,12  |

Notes : * Cette saison a été réduite de 82 à 66 matchs en raison du Lock out.
 **Ces saisons ont été réduites de 82 à 72 matchs en raison de la pandémie de Covid-19.

Mise à jour le 26 janvier 2024

### Playoffs
Statistiques en match en playoffs de Dwight Howard
| Champion NBA |

| Saison   | Équipe       | Matchs | Titul. | Min./m | % Tir | % 3pts | % LF | Rbds/m. | Pass/m. | Int/m. | Ctr/m. | Pts/m. |
| -------- | ------------ | ------ | ------ | ------ | ----- | ------ | ---- | ------- | ------- | ------ | ------ | ------ |
| 2007     | Orlando      | 4      | 4      | 41,9   | 54,8  | 0,0    | 45,5 | 14,75   | 1,75    | 0,50   | 1,00   | 15,25  |
| 2008     | Orlando      | 10     | 10     | 42,1   | 58,1  | 0,0    | 54,2 | 15,80   | 0,90    | 0,80   | 3,40   | 18,90  |
| 2009     | Orlando      | 23     | 23     | 39,2   | 60,1  | 0,0    | 63,6 | 15,35   | 1,87    | 0,87   | 2,61   | 20,30  |
| 2010     | Orlando      | 14     | 14     | 35,5   | 61,4  | 0,0    | 51,9 | 11,07   | 1,36    | 0,79   | 3,50   | 18,14  |
| 2011     | Orlando      | 6      | 6      | 42,9   | 63,0  | 0,0    | 68,2 | 15,50   | 0,50    | 0,67   | 1,83   | 27,00  |
| 2013     | L.A. Lakers  | 4      | 4      | 31,6   | 61,9  | 0,0    | 44,4 | 10,75   | 1,00    | 0,50   | 2,00   | 17,00  |
| 2014     | Houston      | 6      | 6      | 38,6   | 54,7  | 0,0    | 62,5 | 13,67   | 1,83    | 0,67   | 2,83   | 26,00  |
| 2015     | Houston      | 17     | 17     | 33,8   | 57,7  | 0,0    | 41,2 | 14,00   | 1,18    | 1,35   | 2,29   | 16,35  |
| 2016     | Houston      | 5      | 5      | 36,0   | 54,2  | 0,0    | 36,8 | 14,00   | 1,60    | 0,80   | 1,40   | 13,20  |
| 2017     | Atlanta      | 6      | 6      | 26,1   | 50,0  | 0,0    | 63,2 | 10,67   | 1,33    | 1,00   | 0,83   | 8,00   |
| 2020     | L.A. Lakers  | 18     | 7      | 15,7   | 68,4  | 50,0   | 55,6 | 4,61    | 0,50    | 0,44   | 0,44   | 5,78   |
| 2021     | Philadelphie | 12     | 0      | 12,4   | 53,3  | 0,0    | 60,0 | 6,25    | 0,67    | 0,17   | 0,50   | 4,67   |
| Carrière | Carrière     | 125    | 102    | 31,6   | 58,9  | 14,3   | 54,8 | 11,78   | 1,19    | 0,75   | 1,98   | 15,27  |

Note : à la fin du mois d'avril 2012, Dwight Howard se blesse, et est opéré d'une hernie discale, ce qui l'empêche de participer aux playoffs avec le Magic.

Dernière modification le 12 juillet 2021

## Records NBA

### Records sur une rencontre
Les records personnels de Dwight Howard en NBA sont les suivants, :
| Record de la franchise | Record NBA |

| Type de statistique        | Saison régulière | Saison régulière          | Saison régulière | Playoffs | Playoffs               | Playoffs        |
| Type de statistique        | Record           | Adversaire                | Date             | Record   | Adversaire             | Date            |
| -------------------------- | ---------------- | ------------------------- | ---------------- | -------- | ---------------------- | --------------- |
| Points                     | 45               | 2 fois                    | 2 fois           | 46       | Hawks d'Atlanta        | 16 avril 2011   |
| Paniers marqués            | 16               | 3 fois                    | 3 fois           | 16       | Hawks d'Atlanta        | 16 avril 2011   |
| Paniers tentés             | 24               | Suns de Phoenix           | 10 novembre 2007 | 23       | Hawks d'Atlanta        | 16 avril 2011   |
| Paniers à 3 points réussis | 2                | @ Pistons de Détroit      | 21 novembre 2021 | 1        | @ Heat de Miami        | 11 octobre 2020 |
| Paniers à 3 points tentés  | 3                | 2 fois                    | 2 fois           | 1        | 7 fois                 | 7 fois          |
| Lancers francs réussis     | 25               | @ Magic d'Orlando         | 12 mars 2013     | 15       | Hawks d'Atlanta        | 19 avril 2011   |
| Lancers francs tentés      | 39               | 2 fois                    | 2 fois           | 22       | Hawks d'Atlanta        | 16 avril 2011   |
| Rebonds offensifs          | 11               | 2 fois                    | 2 fois           | 11       | 2 fois                 | 2 fois          |
| Rebonds défensifs          | 23               | Nuggets de Denver         | 6 janvier 2013   | 18       | @ Celtics de Boston    | 4 mai 2009      |
| Rebonds totaux             | 30               | @ Nets de Brooklyn        | 21 mars 2018     | 26       | @ Mavericks de Dallas  | 24 avril 2015   |
| Passes décisives           | 7                | 4 fois                    | 4 fois           | 4        | 5 fois                 | 5 fois          |
| Interceptions              | 5                | 5 fois                    | 5 fois           | 4        | 2 fois                 | 2 fois          |
| Contres                    | 10               | @ Thunder d'Oklahoma City | 12 novembre 2008 | 9        | 2 fois                 | 2 fois          |
| Balles perdues             | 11               | @ Bulls de Chicago        | 26 février 2007  | 8        | 2 fois                 | 2 fois          |
| Minutes jouées             | 51               | @ Celtics de Boston       | 28 mars 2007     | 49       | Cavaliers de Cleveland | 26 mai 2009     |

- Double-double : 820 (dont 72 en playoffs)
- Triple-double : 1

Dernière mise à jour : 17 juillet 2022

### Records en carrière
- Premier joueur de l'histoire étant meilleur rebondeur et meilleur contreur deux années de suite.
- Premier joueur de l'histoire terminant une saison en étant leader de ces trois catégories statistiques (rebonds, contres et pourcentage de réussite).
- Plus jeune joueur de l'histoire à obtenir des moyennes supérieures à 10 points et 10 rebonds sur une saison (12 points et 10 rebonds en 2004-05).
- Plus jeune joueur de l'histoire à compiler au moins 10 rebonds sur une saison (10 en 2004-05).
- Premier joueur de l'histoire directement issu du lycée à débuter l'ensemble des matches pendant sa saison de débutant.
- Plus jeune joueur de l'histoire à marquer au moins 20 points et 20 rebonds sur un match (21 points et 20 rebonds le 15 novembre 2005 contre les Bobcats de Charlotte et 29 points 20 rebonds contre les Raptors de Toronto le 22 avril 2008).
- Plus jeune joueur de l'histoire à franchir la barre des 3 000 rebonds en carrière (à 21 ans le 24 novembre 2007).
- Plus jeune joueur de l'histoire à franchir la barre des 5 000 rebonds en carrière (à 23 ans le 30 mars 2009).
- Plus jeune joueur de l'histoire à franchir la barre des 7 000 rebonds en carrière (à 25 ans le 1er mars 2011).
- Premier joueur à être élu NBA Defensive Player of the Year trois années de suite.
- Plus grand nombre de lancers-francs tirés dans un match avec 39 tentatives le 12 janvier 2012 contre les Warriors de Golden State (il bat au passage le record de Wilt Chamberlain de 34 tentatives qui datait de 1962)[43], il renouvelle cette performance le 12 mars 2013 avec les Lakers de Los Angeles contre son ancienne équipe le Magic d'Orlando avec un 25/39 au lancer-franc[44].
- Meilleur marqueur de l'Histoire du Magic d'Orlando (le 24 janvier 2012).
- Le joueur ayant marqué le panier le plus lointain (15,99 m) en étant assis.
- Au vote du NBA All-Star Game 2009, il établit un nouveau record NBA en récoltant plus de 3 millions de voix.

## Salaires
| Année       | Équipe                | Salaire       |
| ----------- | --------------------- | ------------- |
| 2004-2005   | Magic d'Orlando       | 4 179 720 $   |
| 2005-2006   | Magic d'Orlando       | 4 493 160 $   |
| 2006-2007   | Magic d'Orlando       | 4 806 720 $   |
| 2007-2008   | Magic d'Orlando       | 6 061 274 $   |
| 2008-2009   | Magic d'Orlando       | 13 758 000 $  |
| 2009-2010   | Magic d'Orlando       | 15 202 590 $  |
| 2010-2011   | Magic d'Orlando       | 16 647 180 $  |
| 2011-2012   | Magic d'Orlando       | 18 091 770 $  |
| 2012-2013   | Lakers de Los Angeles | 19 536 360 $  |
| 2013-2014   | Rockets de Houston    | 20 513 178 $  |
| 2014-2015*  | Rockets de Houston    | 21 436 271 $  |
| 2015-2016   | Rockets de Houston    | 22 359 364 $  |
| 2016-2017   | Hawks d'Atlanta       | 23 180 275 $  |
| 2017-2018   | Hornets de Charlotte  | 23 500 000 $  |
| 2018-2019   | Nets de Brooklyn      | 18 919 725 $  |
| 2018-2019   | Wizards de Washington | 5 337 000 $   |
| 2019-2020   | Lakers de Los Angeles | 2 564 753 $   |
| 2020-2021   | 76ers de Philadelphie | 1 620 564 $   |
| 2021-2022   | Lakers de Los Angeles | 2 641 691 $   |
| Total Gains | Total Gains           | 247 888 692 $ |

Note : * Pour la saison 2014-2015, le salaire moyen d'un joueur évoluant en NBA est de 4 500 000 $.

## Pour approfondir